# Gentlemen Marry Brunettes
Gentlemen Marry Brunettes es una película musical, romántica y de comedia de 1955 producida por Russ-Field productions, protagonizada por Jane Russell y Jeanne Crain, y estrenada por United Artists. Fue dirigida por Richard Sale, producida por él mismo y Bob Waterfield (el marido de Russell) con Robert Bassler como productor ejecutivo, a partir de un guion de Mary Loos y Sale basado en la novela de 1927 But Gentlemen Marry Brunettes de Anita Loos.
Anita Loos fue la autora de la novela y obra Gentlemen Prefer Blondes, la cual fue convertida en una película de éxito con Jane Russell y Marilyn Monroe dos años después. El estudio intentó repetir la fórmula, con Russell de nuevo como protagonista, pero con Jeanne Crain como compañera de reparto, presumiblemente participando de otro modo como Monroe (ambas interpretaron nuevos personajes). Alan Young (más tarde la estrella de TV Mister Ed), Scott Brady (hermano de Lawrence Tierney), y Rudy Vallee también aparecen. La película no fue tan bien recibida como la anterior.
La coreografía fue hecha por Jack Cole, quien ya había colaborado en la película Los caballeros las prefieren rubias (Gentlemen Prefer Blondes en inglés). El baile incluye a la joven Gwen Verdon.
Anita Loos tituló su libro But Gentlemen Marry Brunettes, pero el estudio quitó la primera palabra del título para la película.

## Trama
Bonnie y Connie Jones son dos showgirls que además son hermanas. Cansadas de Nueva York, están hartas de ver que no van a triunfar en su profesión. Abandonando Broadway, deciden viajar a París para hacerse famosas y encontrar el amor verdadero.

## Reparto
- Jane Russell – Bonnie Jones / Mimi Jones
- Jeanne Crain – Connie Jones / Mitzi Jones (la voz que cantaba fue doblada por Anita Ellis)
- Alan Young – Charlie Biddle / Señora Biddle / señor Henry Biddle
- Scott Brady – David Action (la voz que cantaba fue doblada por Robert Farnon)
- Rudy Vallee – Él mismo
- Guy Middleton – Conde de Wickenwave
- Eric Pohlmann – Señor Ballard
- Robert Favart – Mánager del hotel
- Guido Lorraine – Señor Marcel
- Ferdy Mayne – Señor Dufond